# Tillandsia amicorum
Tillandsia amicorum là một loài thuộc chi Tillandsia. Đây là loài bản địa của Venezuela.